# Hermann Reichmuth
Hermann Reichmuth (* 31. Oktober 1856 in Olbersleben; † 24. April 1918 in Olbersleben) war Landwirt und Mitglied des Deutschen Reichstags.

## Leben
Reichmuth besuchte die Realschule in Erfurt und im Jahre 1881/82 das landwirtschaftliche Institut zu Halle. Seit 1882 bewirtschaftete er das väterliche Gut in Olbersleben. Er war Vorstand des landwirtschaftlichen Vereins Buttstädt, des landwirtschaftlichen Ein- und Verkaufsvereins Buttstädt und Vorstand der Molkereigenossenschaft Guthmannshausen. Außerdem war er Mitglied der Gemeindevertretung seines Heimatortes.
Von Mai 1895 bis 1898 war er Mitglied des Deutschen Reichstags für den Reichstagswahlkreis Großherzogtum Sachsen-Weimar-Eisenach 1 (Weimar, Apolda) und die Deutsche Reichspartei.